# Nationaal park Valley of Flowers
Nationaal Park Valley of Flowers is een nationaal park in de staat Uttarakhand in Noord-India, hoog in het westelijke Himalaya-gebied. Het park is bekend vanwege weidelandschappen van endemische bergbloemen en mooi en divers natuurschoon. Het park is het thuis voor verschillende zeldzame diersoorten, waaronder de Aziatische zwarte beer, de sneeuwluipaard, bruine beer en blauwschaap. 
Het vriendelijke landschap van de Valley of Flowers gaat over in de ruwe bergwildernis van het Nationaal Park Nanda Devi. Het park heeft een oppervlakte van 87,5 km².